# شتوربک-فرانکندورف
شتوربک-فرانکندورف (به آلمانی: Storbeck-Frankendorf) یک شهر در آلمان است که در اوست‌پریگنیتس-روپین واقع شده‌است. شتوربک-فرانکندورف ۵۴۱ نفر جمعیت دارد.